# Sabulodes matrona
Sabulodes matrona är en fjärilsart som beskrevs av Druce 1891. Sabulodes matrona ingår i släktet Sabulodes och familjen mätare. Inga underarter finns listade.